# Казахское радио
Казахское радио (каз. Қазақ радиосы) — первая казахстанская государственная информационно-развлекательная радиостанция. Входит в состав АО РТРК «Казахстан». Является старейшей из ныне вещающих радиостанцией на постсоветском пространстве.

## История
Запущена Народным комиссариатом почт и телеграфов Казахской АССР 29 сентября 1921 года (дата решения о создании республиканского радиовещания). В октябре 1921 года из Оренбурга, столицы Казахстана того времени началась трансляция по всей республике. В октябре 1926 года редакция была переведена в Кзыл-Орду. 23 марта 1927 года впервые в эфире прозвучала казахская речь. В 1931 году редакция переехала в Алма-Ату.
С 1932 по 1954 годы при Казахском радио существовал собственный хор.
У «Казахского радио» есть и волна «Радио Шалкар» (каз. Шалқар радиосы). Писатель Кесенжан Шалкаров, члена Союза писателей Казахстана, который после окончания факультета журналистики Казахского педагогического института устроился работать на Казахское радио, предложил сам новое название для этого радиоканала.
Среди известных сотрудников Казахского радио в советские годы — дикторы Ануарбек Байжанбаев, Мукагали Мукатаев и Ермек Серкебаев, спортивный комментатор Диас Омаров, солисты Бибигуль Тулегенова и Ескендир Хасангалиев, редакторы Ильяс Жаханов, Нургали Нусипжанов, Намазалы Омашев и Кенесжан Шалкаров , а так же, многие другие. В 1950-х годах музыкальным редактором был композитор А. С. Есбаев.
После распада СССР Казахское радио становится национальным каналом демократической проправительственной ориентации. С 1 января 2005 года радиостанция переходит на круглосуточный режим вещания. Начиная с 1 октября 2012 года вещание переводится в новый медиацентр «Қазмедиа орталығы» в Астане.

## Формат
Казахское радио уделяет большое внимание информационным блокам, выходящим в эфир каждые полчаса. Ежедневно выходят аналитические программы на казахском и русском языках, посвящённые темам политики, экономики, сельского хозяйства, межнационального согласия, культуры и образования, а также обзоры казахстанской прессы. Основной музыкальный формат радиостанции - национальная казахская музыка, однако выходят также программы, посвящённые мировой классической музыке и современным направлениям. В Настоящее Время С, 2024 Года Исчезли Выпуски Программы, В Эфире Новости На, Русском Языке Которые Выходят Теперь Через Один Час А На Казахском Языке Решили Оставить Формат Программы Эфирде Жаңалықтар.

## Награды
- Благодарность Президента Республики Казахстан в области средств массовой информации (23 июня 2016 года) — за  всестороннее освещение хода реализации социально-экономических реформ, вопросов развития государственного языка и национальной культуры[5].